# Герб Шяуляйського повіту

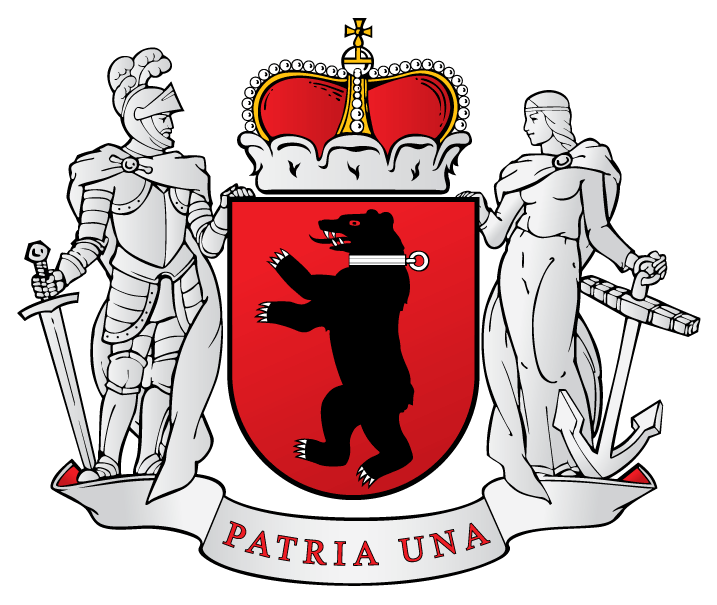
Герб Жмуді

Герб Ягеллонів

Герб Шяуляйського повіту (лит. Šiaulių apskritis herbas) — символ сучасного адміністративно-територіального утворення в Литовській Республіці Шяуляйського повіту.

## Історія
Герб Шяуляйського повіту затверджено Декретом президента Литви за № 352 від 26 січня 2004 року.
Автор еталонного герба — художник Роландас Римкунас.

## Опис (блазон)
У срібному полі спинається чорний ведмідь зі срібним озброєнням: зубами, язиком і пазурами; на синій облямівці десять золотих литовських подвійних хрестів.

## Зміст
Сюжет з чорним ведмедем зі срібним ошийником походить з герба історичної Жмуді (Жемайтії), частину території якої займає сучасний повіт. Герб Жмуді з ведмедем відомий з XVІ століття і постійно згадується в різних гербовниках, а наприкінці XVІІІ століття фігурував на Шяуляйських повітових печатках. Для відмінності від герба Жмуді в символі повіту ведмідь поданий без ошийника, а поле замінене на срібне.
Синя облямівка з десятьма ягеллонськими хрестами (хрестами з чотирма раменами) — загальний елемент для гербів повітів Литви. Ягеллонський хрест символізує Литву, число 10 вказує на кількість повітів, золото в синьому полі — традиційні кольори ягеллонського хреста.